# Syntormon latitarsis
Syntormon latitarsis är en tvåvingeart som beskrevs av Negrobov och Igor Shamshev 1984. Syntormon latitarsis ingår i släktet Syntormon och familjen styltflugor. Inga underarter finns listade i Catalogue of Life.